# Fernandezina dasilvai
Fernandezina dasilvai is een spinnensoort uit de familie Palpimanidae. De soort komt voor in Brazilië.